# Erebia major
Erebia major är en fjärilsart som beskrevs av Müller 1928. Erebia major ingår i släktet Erebia och familjen praktfjärilar. Inga underarter finns listade i Catalogue of Life.